# بزمجه تیمور
 بزمجه تیمور یا بزمجه خالدار درختی (نام علمی: Varanus timorensis) نام یک گونه از سرده بزمجه است. این گونه مارمولک کوچک و درخت‌پیما در جزیره‌های شرق و غرب جزیره تیمور زندگی می‌کند.